# Гита
Гѝта е село в Южна България, община Чирпан, област Стара Загора.

## География
Село Гита се намира на около 28 km юг-югозападно от областния център Стара Загора и 11 km източно от общинския център Чирпан. Разположено е в Старозагорското поле на Горнотракийската низина. Надморската височина в центъра на селото е около 192 m. Климатът е преходно-континентален; почвите в землището са предимно смолници.
Западно от село Гита тече Старата река, която се влива в река Марица като ляв приток, а по източния край на селото тече Меричлерска река, също ляв приток на Марица.
Общински път води от село Гита на запад през село Воловарово до връзка с второкласния републикански път II-66 и по него на югозапад – до Чирпан, а на изток – до село Осларка с разклонение към град Меричлери на юг и село Самуилово на север.
Землището на село Гита граничи със землищата на: село Свобода на запад и северозапад; село Малко Тръново на север (граничен участък около 150 m); село Воденичарово на север; село Самуилово на североизток; село Осларка на изток; град Меричлери на югоизток и юг; село Целина на юг; село Държава на югозапад и запад.
В землището на село Гита има 3 микроязовира.
В селото се развива производство на технически култури (памук, слънчоглед), зърнопроизводство, говедовъдство, овцевъдство, козевъдство и птицевъдство.
Числеността на населението на село Гита по данните от преброяванията от 1934 г. насам се променя както следва:
| \| Година на преброяване \| Численост \| \| --------------------- \| --------- \| \| 1934 \| 1957 \| \| 1946 \| 2008 \| \| 1956 \| 1785 \| \| 1965 \| 1472 \| \| 1975 \| 1201 \| \| 1985 \| 958 \| \| 1992 \| 880 \| \| 2001 \| 775 \| \| 2011 \| 669 \| \| 2021 \| 701 \| |           |
| Година на преброяване | Численост |
| 1934 | 1957      |
| 1946 | 2008      |
| 1956 | 1785      |
| 1965 | 1472      |
| 1975 | 1201      |
| 1985 | 958       |
| 1992 | 880       |
| 2001 | 775       |
| 2011 | 669       |
| 2021 | 701       |

Етническият състав на населението по численост и дял на етническите групи според преброяването през 2011 г. е:
| Етнически групи     | Численост | Дял (в %) |
| Общо                | 669       | 100       |
| Българи             | 580       | 86,70     |
| Турци               | 18        | 2.69      |
| Цигани              | 62        | 9,27      |
| Други               | ...       | ...       |
| Не се самоопределят | ...       | ...       |
| Не отговорили       | 2         | 0,30      |

## История
В района на село Гита има 15 тракийски могили и следи от праисторическо и тракийско селище.
Селото е основано вероятно в началото или средата на 18 век от преселници от близките села и от Одринско.
Населението на селото участва в националноосвободителните борби, то дава 180 участници в Старозагорското въстание. Селото е наградено с юбилеен медал „100 години Априлско въстание 1876 – 1976“.
След Руско-турската война 1877 – 1878 г. по Берлинския договор 1878 г. селото – тогава с име Кара Терзилери, остава в Източна Румелия; присъединено е към България след Съединението 1885 г. Село Кара Терзилери е преименувано на Западно Шивачево през 1906 г., на Малко Шивачево през 1934 г. и на Гита през 1949 г. – на името на родената в него партизанка Гита Господинова Митрова (1924 – 1944 г.).
Първата църква, направена в селото, според предания, е представлявала постройка, вкопана в земята, издигаща се над повърхността не повече от човешки ръст, с размери около три на три метра, със стени, изплетени от пръти и измазани с глина и с покрив от слама. Не е известно точно кога е построена нова църква на мястото на първата. В построяването ѝ са взели участие и жителите от околните села. Била е доста голяма, градена с дялани камъни и покрита с керемиди. В султански ферман от 1849 г. се забранява да се пречи по какъвто и да е начин на дейността на църквата „Свети Никола“ в селото. По-късно в селото е построена църквата „Свети Иван Рилски“.
Първото училище в село Кара Терзилери (Гита) е килийно, открито през 1856 г. и настанено в малка стаичка при църквата. Първи учител е местният жител поп Цоню. До Освобождението училището има само по един учител, на който се заплаща в натура от населението. Училището се посещава и от ученици от съседните села. Първата училищна сграда е построена непосредствено след Освобождението и няколко години по-късно училището става четирикласно; като такова то просъществува до 1921 г., когато се открива първата прогимназия в селото. Строеж на нова сграда започва през 1928 г., но едва изградена, тя е разрушена до основи от земетресението през същата година. Нова малка училищна сграда с четири учебни стаи е построена през 1930 г. През 1964 г. са построени разширения към училищната сграда; от 1965 г. училището носи името „Васил Левски“.
Трудово кооперативно земеделско стопанство (ТКЗС) „Манчо Генов“ в село Гита е създадено през 1948 г. към Всестранната кооперация „Земеделец“ в същото село. През 1959 г. то губи самостоятелността си, като влиза в състава на ОТКЗС (Обединено ТКЗС) „Манчо Генов“ с център село Гита и съставни села Държава, Димитриево и Осларка. След няколко организационни промени стопанството през 1992 г. отново е самостоятелно ТКЗС, но в ликвидация, което е прекратено през 1995 г. Прекратяването през 1995 г. е в съответствие с разпоредби в ЗСПЗЗ, по които дейността на ликвидационните съвети е прекратена, и стопанството е заличено в регистъра на окръжния съд.

## Обществени институции
Село Гита към 2025 г. е център на кметство Гита.
В село Гита към 2025 г. има:
- читалище „Наука - 1907 г.“;[19][20]
- действащо общинско основно училище „Васил Левски“;[21]
- православна църква „Свети Иван Рилски“;[22]
- пощенска станция.[23]

## Културни и природни забележителности
Част от землището на село Гита попада в обхвата на Защитената зона по директивата за местообитанията „Меричлерска река“.

## Редовни събития
Съборът на селото е на 2 юни.

## Личности
- Пеню Шиваров (? – 1919), български военен и революционер от ВМОРО
- Гита Господинова Митрова – родена на 14 февруари 1924 г. в селото в заможно семейство. Като ученичка в Чирпанската гимназия през пролетта на 1940 г. е приета за член на забранения РМС; през 1941 г. е член на ръководството му в гимназията. Организира разлепването на позиви[25], разпространява информационни бюлетини, размножава статии; през 1943 г. организира акция за събиране на храни и продукти за партизаните. На 1 октомври 1943 г., заедно с още 24 младежи, между които и брат ѝ Георги Господинов Митров (1926 – 1944 г.), стават партизани в партизански отряд „Христо Ботев“. През декември 1943 г., укрила се заедно с брат си Георги в родното си село, е арестувана от полицията. Разстреляна е на 21 януари 1944 г. в местността Дерменка[26] заедно с брат си.[27]
- Иван Генов (роден 1953) – бивш Генерален директор на АЕЦ-Козлодуй; депутат в XLIV народно събрание.
- д-р Ангел Ангелов (1933 – 2009) – бивш ръководител на катедра по биохимия, ВМИ „И.П.Павлов“, Пловдив
- Иван Груев (1936 – 2013) – поет, живял и работил в Стара Загора